# Бени Хил
Алфред Хоторн „Бени” Хил (енгл. Alfred Hawthorne "Benny" Hill; Саутхемптон, 21. јануар 1924 — Тедингтон, 20. април 1992) био је енглески комичар, глумац и певач, најпознатији по наступу у популарној хумористичкој серији Бени Хил шоу (енгл. The Benny Hill Show).

## Биографија
Бени Хил се родио и одрастао у Саутхемптону, у породици која је родбински везана за аустралијску певачицу Холи Валанс. Као дечак је, на почетку Другог светског рата, евакуисан у Борнмут где је завршио школовање, а након тога радио као млекар, управљач моста, возач и бубњар, пре него што је коначно започео каријеру у шоу-бизнису као помоћник директора позоришта. Хил је тада променио име у Бени према свом великом узору - америчком комичару Џеку Бенију. Искористио је прилику да као забављач почне наступати по радничким клубовима и масонским вечерама, а након чега су га ангажовали у ноћним клубовима. Тада је постао партнер комичара Реџа Варнија, наступајући као „нормални” део комичарског двојца.
Хил је већ 1949. први пут наступио на телевизији у емисији Hi, there, а након тога је почео да ради на радију. Шест година касније, 1955, на ББЦ-ју је ангажован за хумористичку емисију The Benny Hill Show, у којој ће наступати све до 1989. када је прекинуто њено снимање. Хил је осим те емисије наступао и на радију, краће вријеме на ББЦ-ју радио ситком, те наступао у мањим улогама у играним филмовима од којих је најпознатији Добар посао у Италији (Italian Job) из 1969.
Иако се већ до 1970. издвојио као најпопуларнији британски комичар, Хил је у приватном животу био скроман и повучен. Никада се није женио, иако је као млади комичар трима женама понудио брак и сва три пута био одбијен. Највећи део слободног времена је проводио у Француској где је све до 1980-их уживао у релативној анонимности, те могао излазити у кафане, а да га не опседају новинари и обожаватељи.
Крајем 1980-их се Хилу погоршало здравствено стање, што је био главни разлог због кога је прекинуто снимање његове емисије. У фебруару 1992. му је речено да ће морати да иде на дијету и да угради бајпас, што је одбио да учини. Умро је сам у својој кући, на дан када је Central Independent Television одобрила нови уговор за његову емисију. Пронађен је два дана касније.